# Lotsawa
Lotsawa (tib.: lo tsA ba) ist ein tibetischer Titel für einen Übersetzer.
Folgende Personen tragen den Titel Lotsawa:
- Gö Lotsawa (1392–1481), Verfasser der Blauen Annalen
- Marpa Lotsawa (1012–1097),  einer der Übersetzer, die im 11. Jahrhundert die Traditionen der Neuen Übersetzungen in Tibet begründeten
- Nampar Nangdze Lotsawa (8. Jahrhundert),  bedeutender Übersetzer buddhistischer Lehren zur Zeit der ersten Übersetzungsphase buddhistischer Schriften aus dem indischen Sanskrit ins Tibetische

Siehe auch
- Chag Lotsawa